# Celtic Woman Presents Solo
Celtic Woman Presents Solo es un álbum recopilatorio de la agrupación musical femenina irlandesa Celtic Woman. La presentación oficial y el lanzamiento se llevará a cabo el día 1 de junio de 2015.

## El álbum
El disco, en sí, es una recopilación de diez temas en solitario de diez chicas de la agrupación en los diez años de exitosa trayectoria, de ahí su subtítulo 10 Girls, 10 Songs, 10 Years. Una contradicción de esta producción es que solo existen dos integrantes que no aparecen en este disco por el hecho de no haber participado en algún lanzamiento oficial; estas son Máiréad Carlin (integrada en 2014) y Deirdre Shannon (integrada en la gira estadounidense de 2005)

## Lista de temas
- 1.- To Where You Are — (Chloë Agnew) - 3:54
- 2.- Home And The Heartland — (Lisa Kelly) - 3:23
- 3.- Carolina Rua — (Lynn Hilary) - 2:51
- 4.- Marble Halls — (Méav Ní Mhaolchatha) - 3:50
- 5.- Captain H — (Máiread Nesbitt) - 3:02
- 6.- Down By The Sally Gardens — (Órla Fallon) - 3:34
- 7.- Caledonia — (Susan McFadden) - 5:00
- 8.- Scarborough Fair — (Hayley Westenra) - 3:13
- 9.- You'll Be In My Heart — (Alex Sharpe) - 4:02
- 10.- Bridge Over Troubled Water — (Lisa Lambe) - 4:03

## Solo Works
Fueron variadas las interpretaciones en este disco que fueron extraídas de los trabajos en solitario de las chicas antes y después de unirse a Celtic Woman. Sin embargo algunas de las canciones en el disco son producciones hechas para los trabajos de Celtic Woman, y que, precisamente, no forman parte de algún trabajo en solitario de algunas de las chicas; tal caso es el de Hayley Westenra con Scarborough Fair, tema que se incluyó en Celtic Woman: A New Journey de 2007, cuando Westenra formó parte de grupo.